# Christian Karl Bernhard von Tauchnitz

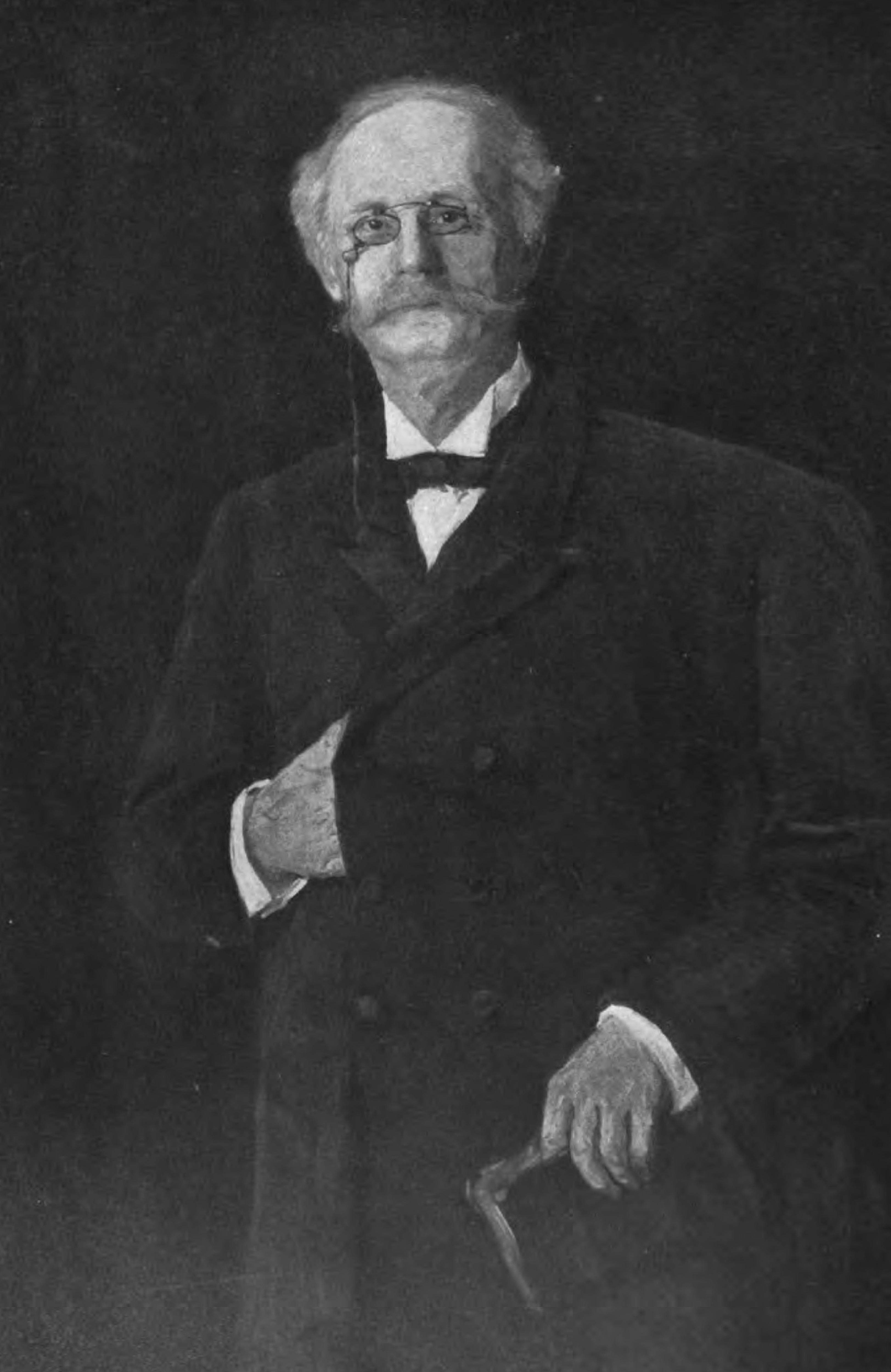
Christian Karl Bernhard von Tauchnitz.

Christian Karl Bernhard von Tauchnitz, född 1841, död den 7 juli 1921 i Leipzig, var en tysk friherre och bokförläggare. Han var son till Christian Bernhard von Tauchnitz.
Tauchnitz fortsatte och utvidgade firmans rörelse ytterligare.